# レナード・B・メイヤー
レナード・B・メイヤー（英語: Leonard B. Meyer、 1918年1月12日 - 2007年12月30日）はアメリカの作曲家、音楽学者、哲学者。音楽美学や楽曲分析の分野で重要な著作を残した。

## 経歴
1918年、ニューヨーク州ニューヨーク市で生まれた。コロンビア大学で学士(哲学)および修士(音楽学)を取得。シカゴ大学大学院に移り、1954年に博士号(文化史)を取得。在学中に作曲をシュテファン・ヴォルペ、オットー・ルーニング、アーロン・コープランドに師事した。
1946年にシカゴ大学教授となった。1975年、ペンシルベニア大学音楽学および人文科学の教授に就任。1988年にペンシルベニア大学を退任し、名誉教授となった。